# Quarterback titolari dei San Francisco 49ers
Questi quarterback sono partiti come titolari per i San Francisco 49ers della National Football League. Sono inseriti in ordine di data a partire dalla prima partenza come titolari nei 49ers.

## Quarterback titolari

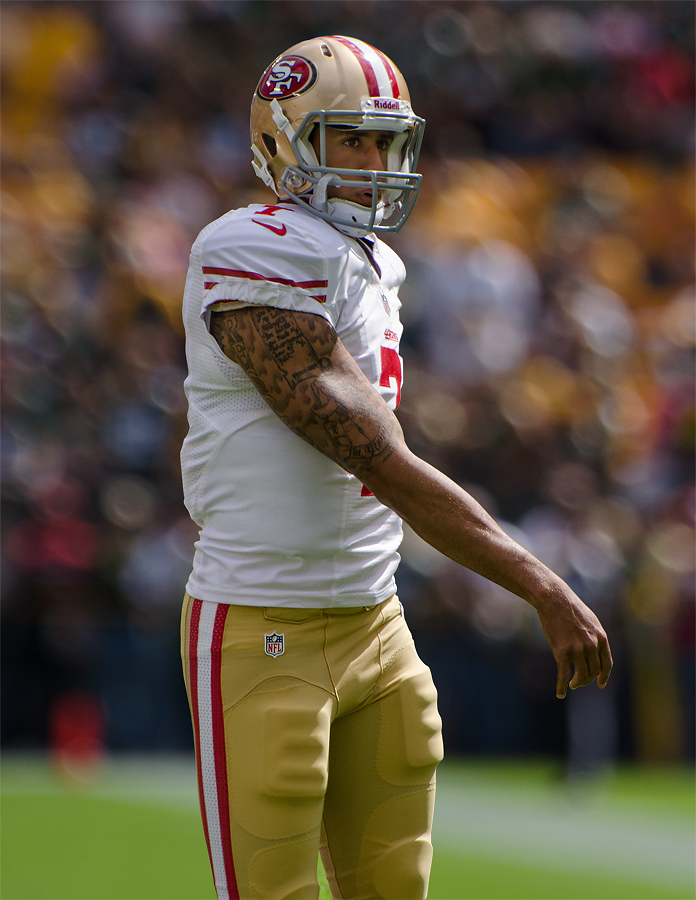
Colin Kaepernick, 2012-2016

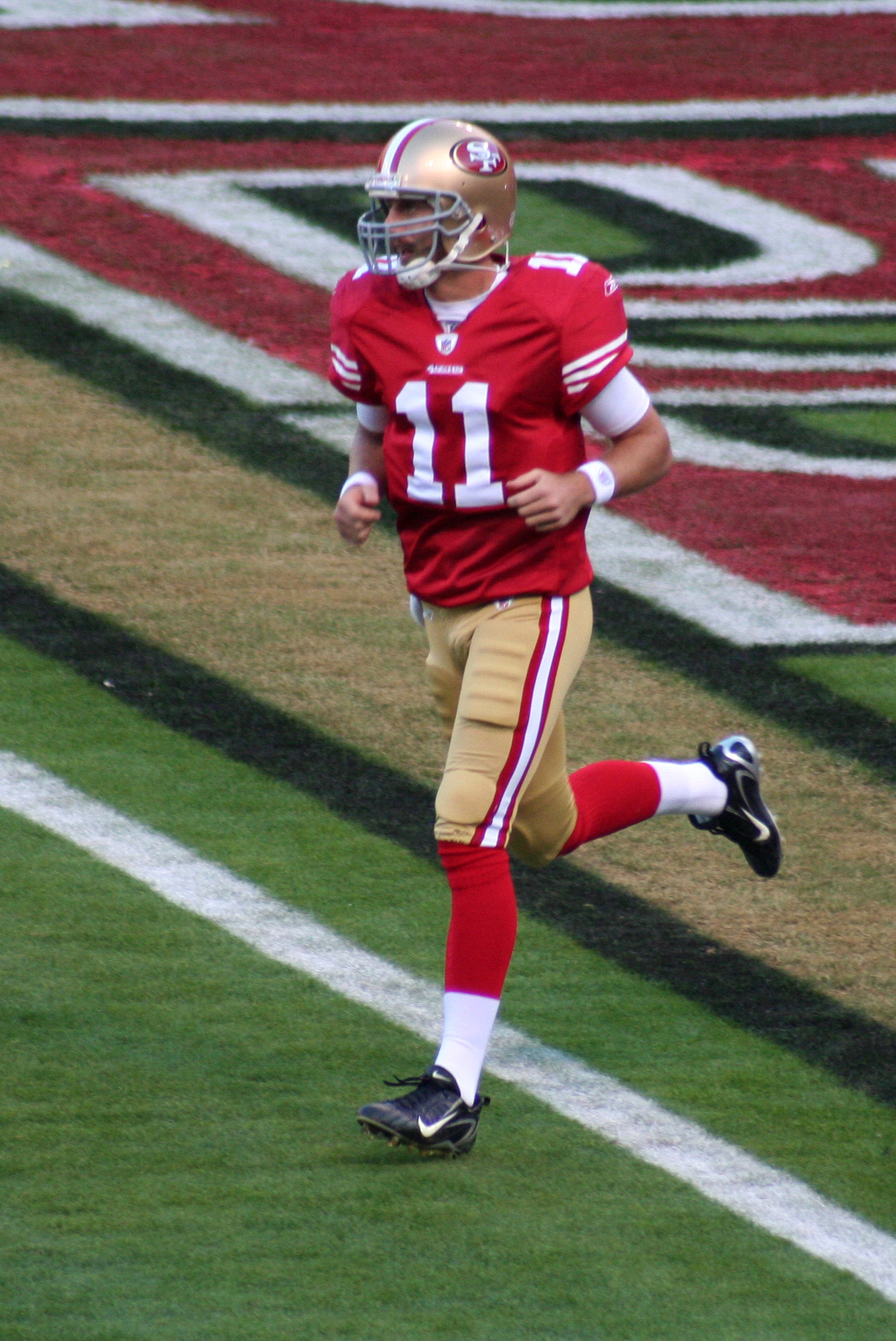
Alex Smith, 2005-2012

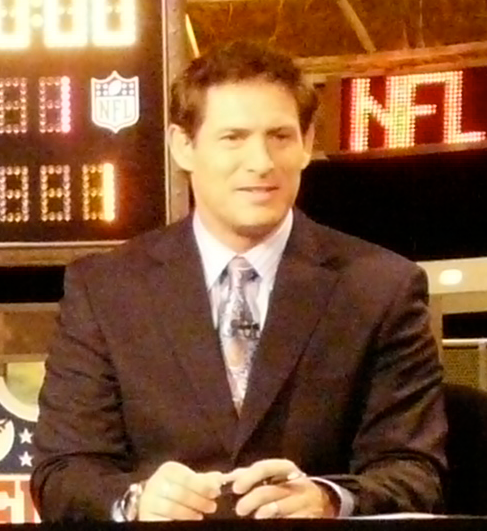
Steve Young, 1987-1998

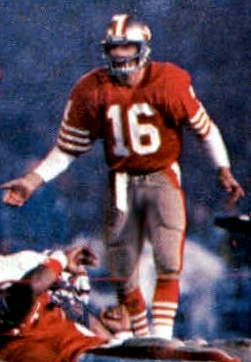
Joe Montana, 1981-1991

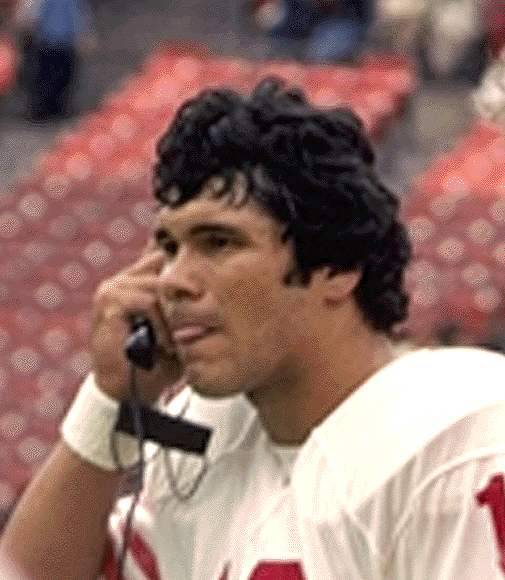
Jim Plunkett, 1976-1977

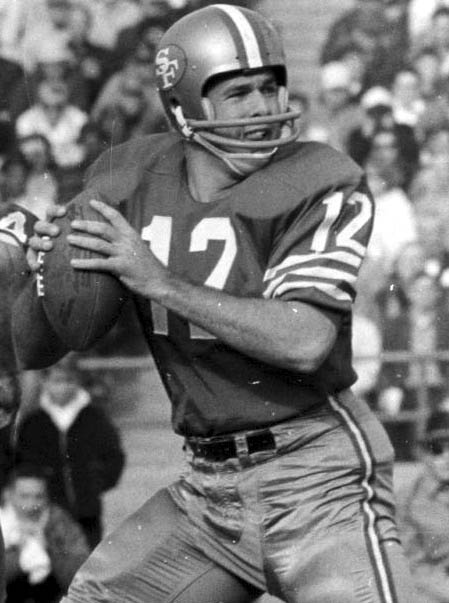
John Brodie, 1957-1971

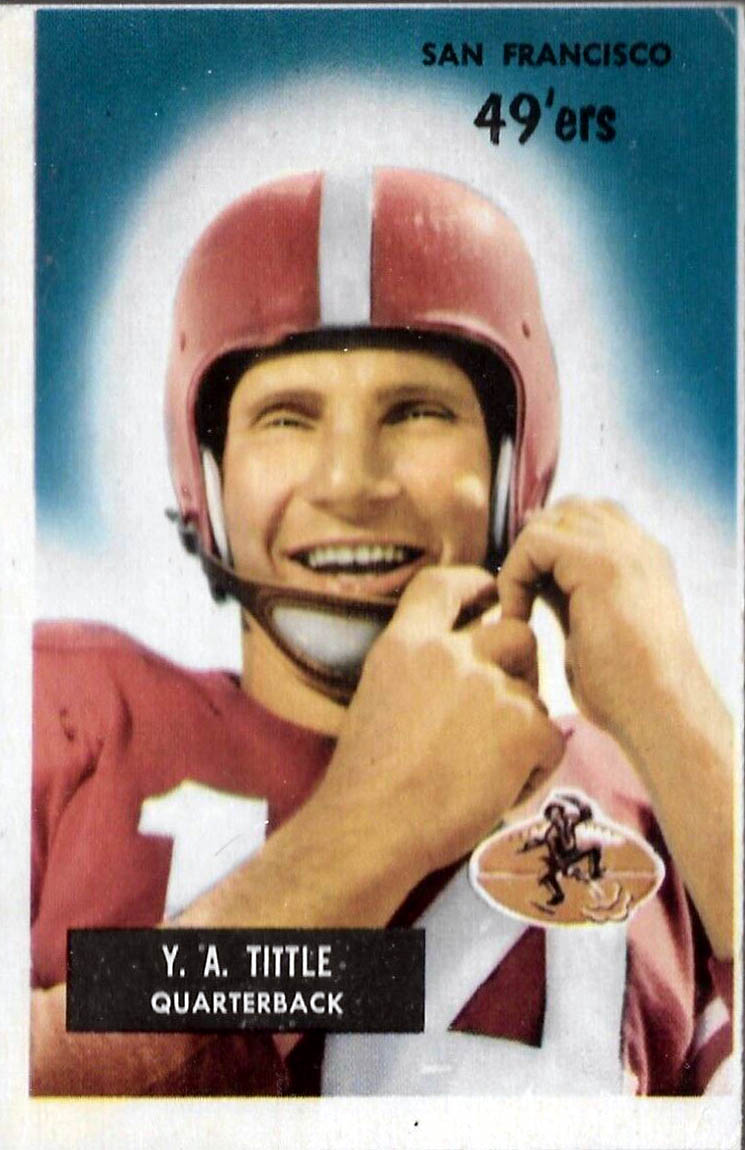
Y.A. Tittle, 1951-1960

Lista di tutti i quarterback titolari dei San Francisco 49ers. Il numero tra parentesi indica il numero di gare da titolare giocate nella stagione:

### Stagione regolare
| Quarterback titolari dei San Francisco 49ers |                                                                       |
| Stagione                                     | Quarterback                                                           |
| 2018                                         | Nick Mullens (8) / C.J. Beathard (5) / Jimmy Garoppolo (3)            |
| 2017                                         | Brian Hoyer (6) / C.J. Beathard (5) / Jimmy Garoppolo (5)             |
| 2016                                         | Colin Kaepernick (11) / Blaine Gabbert (5)                            |
| 2015                                         | Colin Kaepernick (8) / Blaine Gabbert (8)                             |
| 2014                                         | Colin Kaepernick (16)                                                 |
| 2013                                         | Colin Kaepernick (16)                                                 |
| 2012                                         | Alex Smith (9) / Colin Kaepernick (7)                                 |
| 2011                                         | Alex Smith (16)                                                       |
| 2010                                         | Alex Smith (10) / Troy Smith (6)                                      |
| 2009                                         | Alex Smith (10) / Shaun Hill (6)                                      |
| 2008                                         | Shaun Hill (8) / J.T. O'Sullivan (8)                                  |
| 2007                                         | Alex Smith (7) / Trent Dilfer (6) / Shaun Hill (2) / Chris Weinke (1) |
| 2006                                         | Alex Smith (16)                                                       |
| 2005                                         | Alex Smith (7) / Tim Rattay (4) / Ken Dorsey (3) / Cody Pickett (2)   |
| 2004                                         | Tim Rattay (9) / Ken Dorsey (7)                                       |
| 2003                                         | Jeff Garcia (13) / Tim Rattay (3)                                     |
| 2002                                         | Jeff Garcia (16)                                                      |
| 2001                                         | Jeff Garcia (16)                                                      |
| 2000                                         | Jeff Garcia (16)                                                      |
| 1999                                         | Jeff Garcia (10) / Steve Stenstrom (3) / Steve Young (3)              |
| 1998                                         | Steve Young (15) / Ty Detmer (1)                                      |
| 1997                                         | Steve Young (15) / Jim Druckenmiller (1)                              |
| 1996                                         | Steve Young (12) / Elvis Grbac (4)                                    |
| 1995                                         | Steve Young (11) / Elvis Grbac (5)                                    |
| 1994                                         | Steve Young (16)                                                      |
| 1993                                         | Steve Young (16)                                                      |
| 1992                                         | Steve Young (16)                                                      |
| 1991                                         | Steve Young (10) / Steve Bono (6)                                     |
| 1990                                         | Joe Montana (15) / Steve Young (1)                                    |
| 1989                                         | Joe Montana (13) / Steve Young (3)                                    |
| 1988                                         | Joe Montana (13) / Steve Young (3)                                    |
| 1987                                         | Joe Montana (11) / Steve Young (3) / Bob Gagliano (1)                 |
| 1986                                         | Joe Montana (8) / Jeff Kemp (6) / Mike Moroski (2)                    |
| 1985                                         | Joe Montana (15) / Matt Cavanaugh (1)                                 |
| 1984                                         | Joe Montana (15) / Matt Cavanaugh (1)                                 |
| 1983                                         | Joe Montana (16)                                                      |
| 1982                                         | Joe Montana (9)                                                       |
| 1981                                         | Joe Montana (16)                                                      |
| 1980                                         | Steve DeBerg (9) / Joe Montana (7)                                    |
| 1979                                         | Steve DeBerg (15) / Joe Montana (1)                                   |
| 1978                                         | Steve DeBerg (11) / Scott Bull (5)                                    |
| 1977                                         | Jim Plunkett (14)                                                     |
| 1976                                         | Jim Plunkett (12) / Scott Bull (2)                                    |
| 1975                                         | Norm Snead (7) / Steve Spurrier (6) / Tom Owen (1)                    |
| 1974                                         | Tom Owen (7) / Joe Reed (4) / Dennis Morrison (2) / Norm Snead (1)    |
| 1973                                         | John Brodie (6) / Steve Spurrier (5) / Joe Reed (3)                   |
| 1972                                         | Steve Spurrier (9) / John Brodie (5)                                  |
| 1971                                         | John Brodie (14)                                                      |
| 1970                                         | John Brodie (14)                                                      |
| 1969                                         | John Brodie (10) / Steve Spurrier (4)                                 |
| 1968                                         | John Brodie (14)                                                      |
| 1967                                         | John Brodie (10) / George Mira (2) / Steve Spurrier (2)               |
| 1966                                         | John Brodie (13) / George Mira (1)                                    |
| 1965                                         | John Brodie (13) / George Mira (1)                                    |
| 1964                                         | John Brodie (12) / George Mira (2)                                    |
| 1963                                         | Lamar McHan (9) / John Brodie (3) / Bob Waters (2)                    |
| 1962                                         | John Brodie (14)                                                      |
| 1961                                         | John Brodie (14)                                                      |
| 1960                                         | John Brodie (8) / Y.A. Tittle (4)                                     |
| 1959                                         | Y.A. Tittle (10) / John Brodie (2)                                    |
| 1958                                         | Y.A. Tittle (6) / John Brodie (6)                                     |
| 1957                                         | Y.A. Tittle (11) / John Brodie (1)                                    |
| 1956                                         | Y.A. Tittle (8) / Earl Morrall (4)                                    |
| 1955                                         | Y.A. Tittle (12)                                                      |
| 1954                                         | Y.A. Tittle (12)                                                      |
| 1953                                         | Y.A. Tittle (10) / Jim Powers (2)                                     |
| 1952                                         | Frankie Albert (7) / Y.A. Tittle (5)                                  |
| 1951                                         | Frankie Albert (11) / Y.A. Tittle (1)                                 |
| 1950                                         | Frankie Albert (12)                                                   |
| 1949                                         | Frankie Albert                                                        |
| 1948                                         | Frankie Albert                                                        |
| 1947                                         | Frankie Albert                                                        |
| 1946                                         | Frankie Albert                                                        |